# Australië op het wereldkampioenschap voetbal 2010
Australië was een van de deelnemende landen aan het wereldkampioenschap voetbal 2010 in Zuid-Afrika.

## Oefeninterlands
Australië speelde drie oefeninterlands in de aanloop naar het WK voetbal 2010.
|                                                                  |                                    |       |                  |                                                                                                |
| 24 mei 2010 Vriendschappelijk № ??? «onderlinge duels» 20:00 uur | Australië                          | 2 – 1 | Nieuw-Zeeland    | Melbourne Cricket Ground, Melbourne Toeschouwers: 55.659 Scheidsrechter: Ricardo Salazar (USA) |
| 24 mei 2010 Vriendschappelijk № ??? «onderlinge duels» 20:00 uur | Dario Vidošić 57' Brett Holman 90' |       | 16' Chris Killen | Melbourne Cricket Ground, Melbourne Toeschouwers: 55.659 Scheidsrechter: Ricardo Salazar (USA) |

|                                                                  |                    |       |            |                                                                                      |
| 1 juni 2010 Vriendschappelijk № ??? «onderlinge duels» 13:00 uur | Australië          | 1 – 0 | Denemarken | Ruimsig Stadion, Roodepoort Toeschouwers: 6.000 Scheidsrechter: Daniel Bennett (RSA) |
| 1 juni 2010 Vriendschappelijk № ??? «onderlinge duels» 13:00 uur | Joshua Kennedy 71' |       |            | Ruimsig Stadion, Roodepoort Toeschouwers: 6.000 Scheidsrechter: Daniel Bennett (RSA) |

|                                                                  |                                                     |       |                |                                                                                     |
| 5 juni 2010 Vriendschappelijk № ??? «onderlinge duels» 13:00 uur | Verenigde Staten                                    | 3 – 1 | Australië      | Ruimsig Stadion, Roodepoort Toeschouwers: 6.000 Scheidsrechter: Abdul Ebrahim (RSA) |
| 5 juni 2010 Vriendschappelijk № ??? «onderlinge duels» 13:00 uur | Edson Buddle 4' Edson Buddle 31' Hérculez Gómez 90' |       | 19' Tim Cahill | Ruimsig Stadion, Roodepoort Toeschouwers: 6.000 Scheidsrechter: Abdul Ebrahim (RSA) |

## Selectie
| Keepers       |                    |                           |
| 1             | Mark Schwarzer     | Fulham FC                 |
| 12            | Adam Federici      | Reading FC                |
| 18            | Eugene Galekovic   | Adelaide United           |
| Verdedigers   |                    |                           |
| 21            | David Carney       | FC Twente                 |
| 2             | Lucas Neill        | Galatasaray SK            |
| 3             | Craig Moore        | - Geen                    |
| 8             | Luke Wilkshire     | Dinamo Moskou             |
| 11            | Scott Chipperfield | FC Basel                  |
| 20            | Mark Milligan      | JEF United Ichihara Chiba |
| 6             | Michael Beauchamp  | Al-Jazira Club            |
| Middenvelders |                    |                           |
| 5             | Jason Čulina       | Gold Coast United FC      |
| 13            | Vince Grella       | Blackburn Rovers FC       |
| 7             | Brett Emerton      | Blackburn Rovers FC       |
| 23            | Mark Bresciano     | US Palermo                |
| 14            | Brett Holman       | AZ                        |
| 4             | Tim Cahill         | Everton FC                |
| 22            | Dario Vidosić      | MSV Duisburg              |
| 16            | Carl Valeri        | US Sassuolo Calcio        |
| 15            | Mile Jedinak       | Antalyaspor               |
| 19            | Richard Garcia     | Hull City AFC             |
| Aanvallers    |                    |                           |
| 10            | Harry Kewell       | Galatasaray SK            |
| 9             | Josh Kennedy       | Nagoya Grampus Eight      |
| 17            | Nikita Rukavytsya  | KSV Roeselare             |
| Bondscoach    |                    |                           |
|               | Pim Verbeek        |                           |

## WK-wedstrijden

### Groep D
|                        |                                                                  |                  |           |                                                                                    |
| 13 juni 2010 20:30 uur | Duitsland                                                        | 4 – 0            | Australië | Moses Mabhida Stadium, Durban Toeschouwers: 62.660 Scheidsrechter: Marco Rodríguez |
| 13 juni 2010 20:30 uur | Lukas Podolski 8' Miroslav Klose 27' Thomas Müller 68' Cacau 70' | Wedstrijdverslag |           | Moses Mabhida Stadium, Durban Toeschouwers: 62.660 Scheidsrechter: Marco Rodríguez |

|                        |                         |                  |                  |                                                                                         |
| 19 juni 2010 16:00 uur | Ghana                   | 1 – 1            | Australië        | Royal Bafokeng Stadion, Rustenburg Toeschouwers: 34.812 Scheidsrechter: Roberto Rosetti |
| 19 juni 2010 16:00 uur | Asamoah Gyan 25' (pen.) | Wedstrijdverslag | 11' Brett Holman | Royal Bafokeng Stadion, Rustenburg Toeschouwers: 34.812 Scheidsrechter: Roberto Rosetti |

|                        |                                 |                  |                    |                                                                                  |
| 23 juni 2010 20:30 uur | Australië                       | 2 – 1            | Servië             | Mbombela Stadion, Nelspruit Toeschouwers: 37.836 Scheidsrechter: Jorge Larrionda |
| 23 juni 2010 20:30 uur | Tim Cahill 69' Brett Holman 73' | Wedstrijdverslag | 84' Marko Pantelić | Mbombela Stadion, Nelspruit Toeschouwers: 37.836 Scheidsrechter: Jorge Larrionda |

### Eindstand
| Land      | Wed | Win | Gel | Ver | DV | DT | +/− | Pnt |
| --------- | --- | --- | --- | --- | -- | -- | --- | --- |
| Duitsland | 3   | 2   | 0   | 1   | 5  | 1  | 4   | 6   |
| Ghana     | 3   | 1   | 1   | 1   | 2  | 2  | 0   | 4   |
| Australië | 3   | 1   | 1   | 1   | 3  | 6  | -3  | 4   |
| Servië    | 3   | 1   | 0   | 2   | 2  | 3  | -1  | 3   |

FFA · A-internationals · Selecties · Bondscoaches · Australisch vrouwenelftal · Australië U21 · Australië U20 · Australië U19 · Australië U18 · Australië U17
1920 – 1929 · 
1930 – 1939 · 
1940 – 1949 · 
1950 – 1959 · 
1960 – 1969 · 
1970 – 1979 · 
1980 – 1989 · 
1990 – 1999 · 
2000 – 2009 · 
2010 – 2019 ·
2020 − 2029
WK 1974 ·
WK 2006 ·
WK 2010 · 
WK 2014 · 
WK 2018
OS 1956 · 
OS 1988 · 
OS 1992 · 
OS 1996 · 
OS 2000 · 
OS 2004 · 
OS 2008 · 
OS 2020
1922 ·
1923 · 
1924 · 
1925–1932 ·
1933 ·
1934–1935 ·
1936 ·
1937 ·
1938 ·
1939–1946 ·
1947 · 
1948 · 
1949 ·
1950 · 
1951–1953 ·
1954 · 
1955 · 
1956 · 
1957 ·
1958 · 
1959–1964 · 
1965 · 
1966 ·
1967 ·
1968 ·
1969 · 
1970 · 
1971 ·
1972 · 
1973 · 
1974 · 
1975 · 
1976 · 
1977 · 
1978 · 
1979 · 
1980 · 
1981 · 
1982 · 
1983 · 
1984 · 
1985 · 
1986 · 
1987 · 
1988 · 
1989 · 
1990 · 
1991 · 
1992 · 
1993 · 
1994 · 
1995 · 
1996 · 
1997 · 
1998 · 
1999 · 
2000 · 
2001 · 
2002 · 
2003 · 
2004 · 
2005 · 
2006 · 
2007 · 
2008 · 
2009 · 
2010 · 
2011 · 
2012 · 
2013 ·
2014 · 
2015 · 
2016 ·
2017 ·
2018 ·
2019 ·
2020 ·
2021
Amerikaans-Samoa ·
Argentinië ·
Bahrein ·
Bangladesh ·
België ·
Brazilië ·
Bulgarije ·
Cambodja ·
Canada ·
Chili ·
China ·
Colombia ·
Cookeilanden ·
Costa Rica ·
DDR ·
Denemarken ·
Duitsland ·
Ecuador ·
Egypte ·
Engeland ·
Fiji ·
Filipijnen ·
Frankrijk ·
Ghana ·
Griekenland ·
Guam ·
Honduras ·
Hongarije ·
Hongkong ·
Ierland ·
India ·
Indonesië ·
Irak ·
Iran ·
Israël ·
Italië ·
Jamaica ·
Japan ·
Jordanië ·
Kameroen ·
Kenia ·
Kirgizië ·
Koeweit ·
Kroatië ·
Libanon ·
Liechtenstein ·
Maleisië ·
Marokko ·
Mexico ·
Nederland ·
Nepal ·
Nieuw-Caledonië ·
Nieuw-Zeeland ·
Nigeria ·
Noord-Ierland ·
Noord-Korea ·
Noord-Macedonië ·
Noorwegen ·
Oezbekistan ·
Oman ·
Palestina ·
Papoea-Nieuw-Guinea ·
Paraguay ·
Peru ·
Polen ·
Qatar ·
Roemenië ·
Salomonseilanden ·
Samoa ·
Saoedi-Arabië ·
Schotland ·
Servië ·
Singapore ·
Slovenië ·
Slowakije ·
Spanje ·
Syrië ·
Tadzjikistan ·
Tahiti ·
Taiwan ·
Thailand ·
Tonga ·
Tsjechië ·
Tsjecho-Slowakije ·
Tunesië ·
Turkije ·
Uruguay ·
Vanuatu ·
Venezuela ·
Verenigde Arabische Emiraten ·
Verenigde Staten ·
Vietnam ·
Wales ·
Zimbabwe ·
Zuid-Afrika ·
Zuid-Korea ·
Zuid-Vietnam ·
Zweden ·
Zwitserland
Amerikaans-Samoa (2001) · 
Argentinië (2022) ·
Brazilië (1997) · 
Brazilië (2006) · 
Chili (2014) · 
Denemarken (2018) · 
Denemarken (2022) · 
Duitsland (2010) · 
Frankrijk (2018) · 
Italië (2006) · 
Japan (2006) · 
Kroatië (2006) · 
Nederland (2014) · 
Peru (2018) · 
Spanje (2014) · 
Zuid-Korea (2015, 2)